# Listă de partide politice din Chile
- Partidul Creștin Democrat din Chile ("Partido Demócrata Cristiano")
- Partidul pentru Democrație ("Partido Por la Democracia")
- Partidul Socialist din Chile ("Partido Socialista de Chile")
- Partidul Radical Social Democrat ("Partido Radical Socialdemócrata")
- Reînnoirea Națională (Chile) ("Renovación Nacional")
- Uniunea Democrată Independentă ("Unión Demócrata Independiente")
- Partidul Comunist din Chile ("Partido Comunista de Chile")